# Francisco de Paula Gelabert
Francisco José de Paula Gelabert (Madrid, Spanyolország, 1758 – 1832. június 21. után) tiszteletbeli háborús főfelügyelő, 1796 májusa és szeptembere között Nyugat-Florida királyi kormányzója.
Szülei a barcelonai Antonio de Paula Gelabert és a katalóniai Vicből származó Rosa Estrani. Édesapja egy ősi katalán nemesi család leszármazottja volt. Francisco José de Paula Gelabert tiszteletbeli háborús főfelügyelő volt akit 1796 májusában kineveztek Nyugat-Florida királyi kormányzójává, amely beosztást ugyanazon év szeptemberéig töltötte be.
Házastársa Maria Coleta Hore Piña volt, akitől két gyermeke született: Antonio (sz: 1814. június 17.) és María Angela (sz: 1821. február 28.). Egyetlen unokája volt: María Concepción (sz: 1848). Miután megözvegyült, 1832. június 21-én újra nősült, a spanyolországi Palencia tartomány szülöttét, María Ignacia Correát vette el feleségül.
Gelabert halálának időpontja nem ismert.